# 뤼시앵 페브르

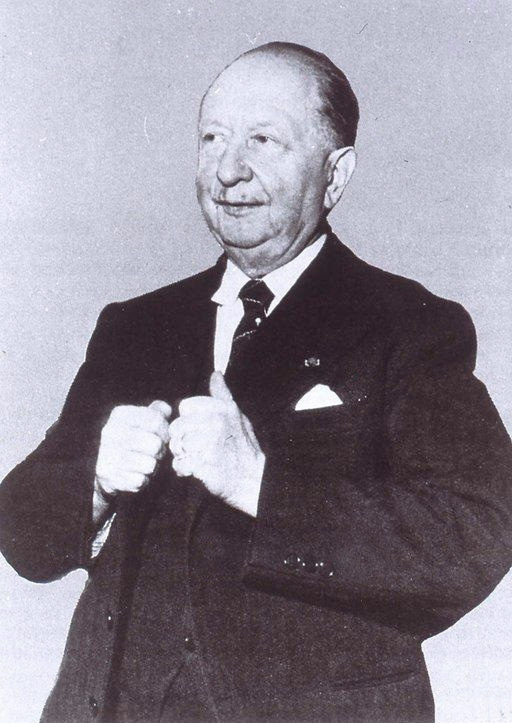

뤼시앵 페브르(Lucien Febvre, 본명: Lucien Paul Victor Febvre, 1878년 7월 22일 ∼ 1956년 9월 11일)는 프랑스의 역사가이다.

## 생애
프랑스 동부의 낭시에서 태어나 프랑슈콩테 지방의 주도인 브장송에서 어린 시절을 보냈다. 그는 1899년 파리의 고등사범(Ecole Normale Supérieure)에서 수학했으며, 1911년 ＜펠리페 2세와 프랑슈콩테: 1567년의 위기. 기원과 결과. 정치·종교·사회적 연구＞로 소르본 대학교에서 박사 학위를 받았다. 1920년 스트라스부르 대학교 교수로 임명되어 여기에서 평생의 학문적 동지인 마르크 블로크(1886∼1944)를 만났으며, 함께 ＜경제사회사 아날(Annales d’Histoire économique et sociale)＞을 창간했다. 1933년에는 콜레주 드 프랑스의 교수로 임명되었으며, ≪프랑스 백과사전≫의 편집자가 되어 철학자 앙리 베르와 함께 꿈꾸었던 학문적 ‘종합’을 실천했다.
페브르의 주요 저서로는 ≪펠리페 2세와 프랑슈콩테≫(1911), ≪땅과 인간의 진보≫(1922), ≪하나의 운명, 마르틴 루터≫(1928), ≪16세기의 무신앙 문제≫(1942), ≪오리게네스와 데 페리에 혹은 ‘세상의 해조(諧調)’의 수수께끼≫(1942), ≪신성한 사랑과 세속적인 사랑≫(1944) 등이 있으며, 최근에는 그가 제2차 세계대전 중에 콜레주 드 프랑스에서 강의한 것들을 묶은 ≪미슐레와 르네상스≫, ≪명예와 조국≫, ≪유럽. 문명의 발생≫ 등이 출판되었다. 페브르는 자신의 잡지인 ＜아날＞에 무려 2천여 편의 글을 발표하면서 ‘새로운 역사’를 개척하고 독려했는데, 그의 주요 논문들은 ≪역사를 위한 전투≫(1953), ≪16세기의 종교적 심장에서≫(1957), ≪완전한 역사를 위하여≫(1962), ≪르네상스 프랑스에서의 삶≫(1977) 등에 수록되어 있다.
페브르는 16세기 전공자로서도 국제적으로 학문적인 권위를 인정받은 대역사가이지만, 그의 명성은 현대 역사학의 흐름을 선도한 ‘아날학파’의 창시자로서 더욱 높다. 아날학파는 구조주의 역사학을 ‘새로운 역사학’으로 제시했는데, 물질적인 구조주의 역사학이 페르낭 브로델의 역사학에서 가장 잘 나타났다면, 정신적인 구조주의 역사학은 페브르의 역사학에서 가장 잘 나타났다고 말할 수 있다. ≪16세기의 무신앙 문제≫에서, 프랑수아 라블레 같은 뛰어난 인물도 자기 시대의 정신적 한계(“믿기를 원하던 시대”)를 벗어날 수 없었다는 주장은 바로 그 같은 구조주의를 담고 있는 것이다.